# Kriegsverbrechen in Saborsko

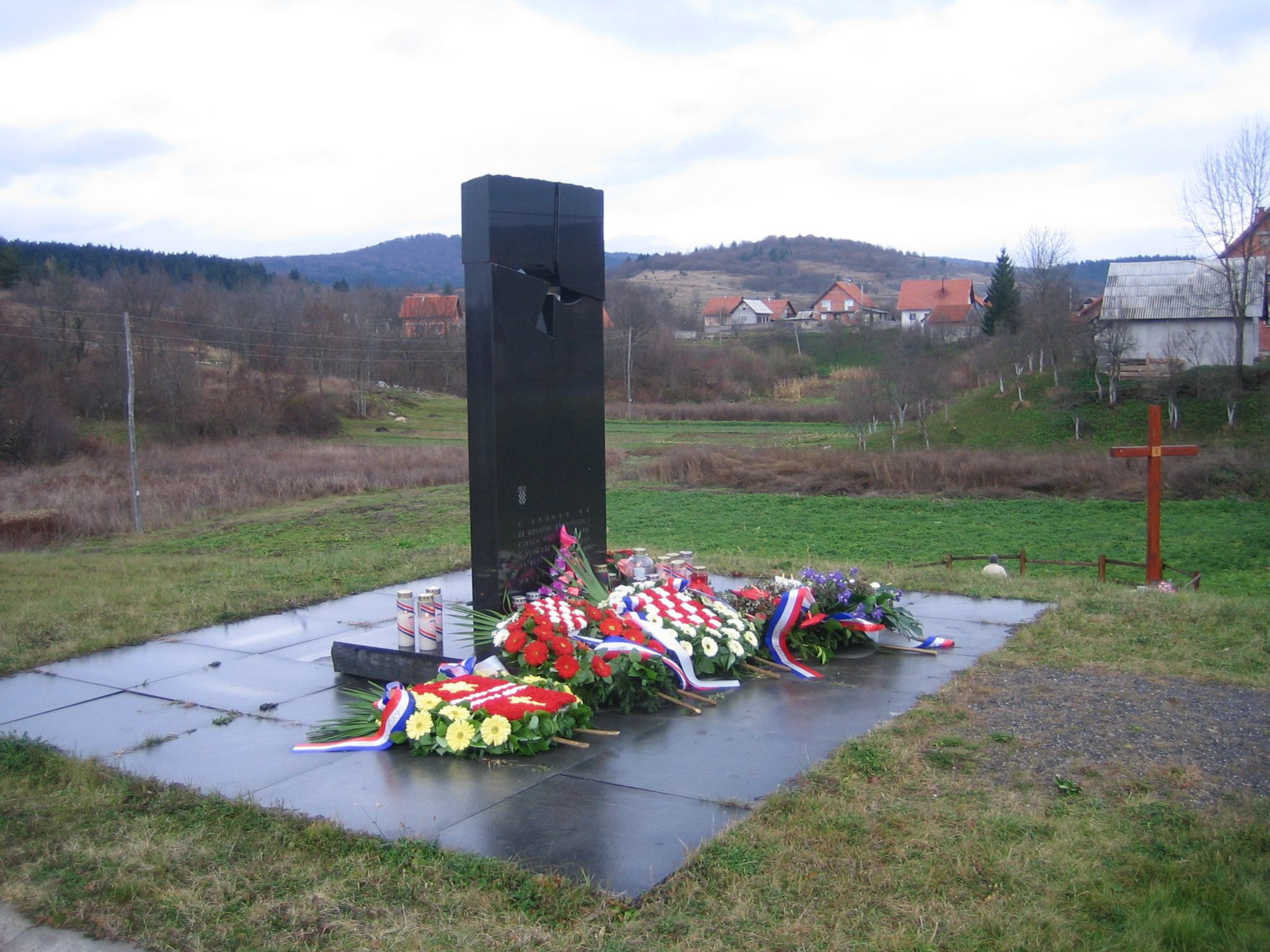
Mahnmal für die Opfer des Massakers in Saborsko

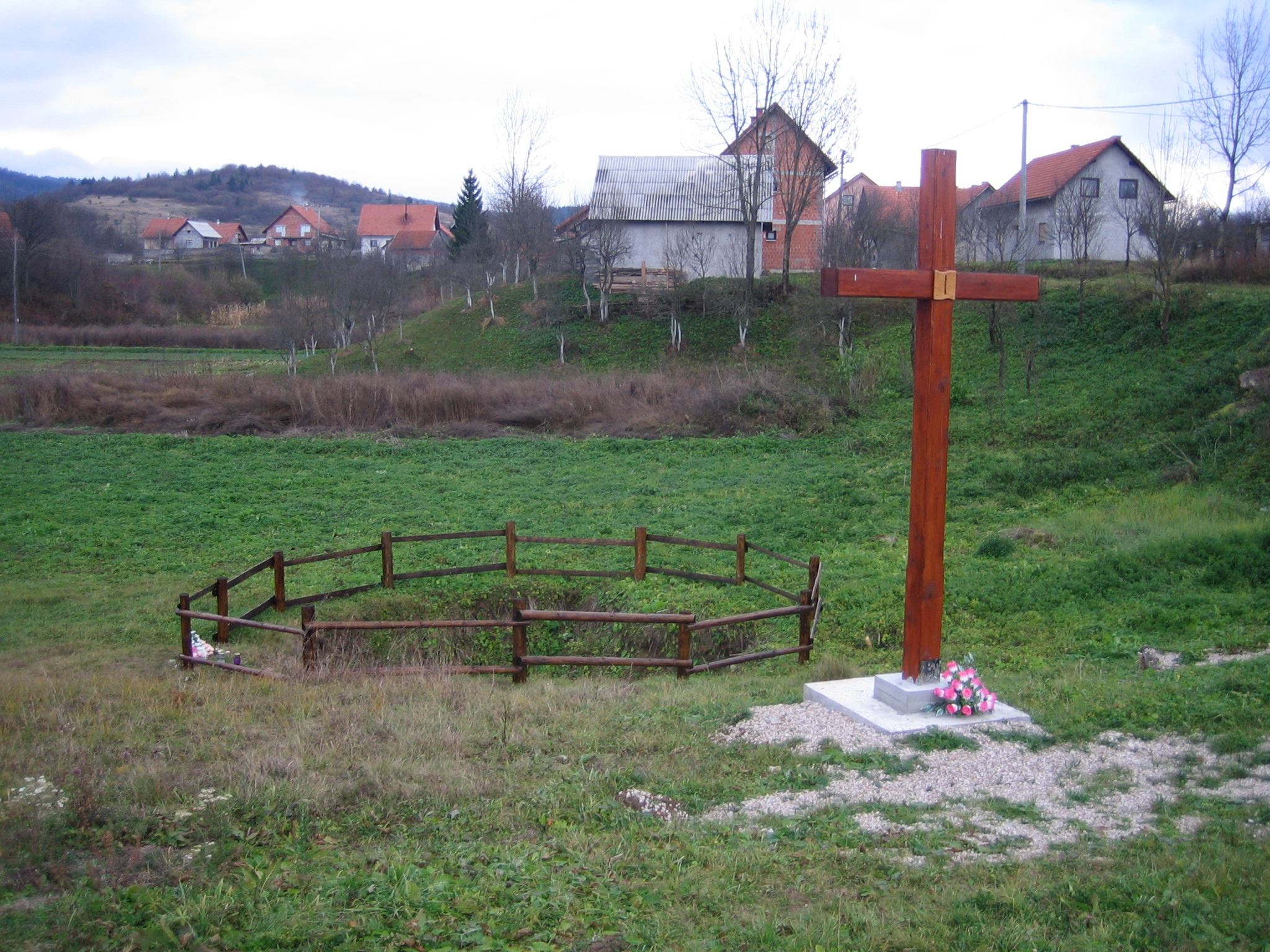
Eines der gekennzeichneten Massengräber in Saborsko

Das Kriegsverbrechen in Saborsko war ein Kriegsverbrechen der Jugoslawischen Volksarmee (JNA) und serbischer Freischärlerverbände, welches am 12. November 1991 in der Ortschaft Saborsko, Zentralkroatien während des Kroatien-Krieges verübt wurde. Der Ort zählte laut Volkszählung von 1991 1701 Einwohner und 460 Haushalte. In Saborsko lebten größtenteils Kroaten.
Lokale serbische Paramilitärs begannen am 1. Oktober 1991, mit militärischer Unterstützung durch Einheiten der in Knin stationierten Jugoslawischen Volksarmee, Angriffe gegen kroatische Dörfer, darunter auch Saborsko, das etwa 10 km nordwestlich der Plitvicer Seen liegt. Die Militäraktion lief im Rahmen der so genannten Ethnischen Säuberungen mit dem Ziel der Schaffung der Republik Serbische Krajina.
Am 12. November durchbrachen die Angreifer die Verteidigungslinien der Dorfbewohner, gingen von Haus zu Haus und ermordeten 29 Menschen, die nicht fliehen wollten oder konnten. Alle Häuser wurden geplündert und niedergebrannt. Die katholische Kirche wurde gesprengt und der Friedhof verwüstet.
Die überlebenden Dorfbewohner schlugen sich drei Tage lang bei Dunkelheit durch die Wälder bis Bihać in Bosnien-Herzegowina durch, wo sie schließlich aufgenommen wurden. Von dort wurden die Vertriebenen mit Bussen nach Kroatien zurückgeholt und in Hotels untergebracht.
Insgesamt wurden in Saborsko während des Kroatienkrieges 80 Menschen ermordet und 160 verwundet.